# Jurásico Medio
| Era Eratema | Periodo Sistema | Época Serie         | Edad Piso                      | Inicio, en millones de años |
| ----------- | --------------- | ------------------- | ------------------------------ | --------------------------- |
| Mesozoico   | Cretácico       | Cretácico           | Cretácico                      | 143,1                       |
| Mesozoico   | Jurásico        | Superior / Tardío   | Titoniense Titoniano           | 149,2±0,7                   |
| Mesozoico   | Jurásico        | Superior / Tardío   | Kimmeridgiense Kimmeridgiano   | 154,8±0,8                   |
| Mesozoico   | Jurásico        | Superior / Tardío   | Oxfordiense Oxfordiano         | 161,5±1,0                   |
| Mesozoico   | Jurásico        | Medio               | Calloviense Calloviano         | 165,3±1,1                   |
| Mesozoico   | Jurásico        | Medio               | Bathoniense Bathoniano         | 168,2±1,2                   |
| Mesozoico   | Jurásico        | Medio               | Bajociense Bajociano           | 170,9±0,8                   |
| Mesozoico   | Jurásico        | Medio               | Aaleniense Aaleniano           | 174,7±0,8                   |
| Mesozoico   | Jurásico        | Inferior / Temprano | Toarciense Toarciano           | 184,2±0,3                   |
| Mesozoico   | Jurásico        | Inferior / Temprano | Pliensbachiense Pliensbachiano | 192,9±0,3                   |
| Mesozoico   | Jurásico        | Inferior / Temprano | Sinemuriense Sinemuriano       | 199,3±0,3                   |
| Mesozoico   | Jurásico        | Inferior / Temprano | Hettangiense Hettangiano       | 201,4±0,2                   |
| Mesozoico   | Triásico        | Triásico            | Triásico                       | 251,902±0,024               |

El Jurásico Medio es la segunda serie y época del Jurásico en la escala temporal geológica. Sucede al Jurásico Inferior y antecede al Jurásico Superior. Comienza hace unos 175 millones de años y finaliza hace unos 161 millones de años. Está dividido en cuatro pisos y edades:  Aaleniense, Bajociense, Bathoniense y Calloviense. El Jurásico Medio también era conocido como Dogger en la escala cronoestratigráfica regional europea.

## Flora
Las coníferas fueron las plantas dominantes durante el Jurásico Medio. Otras plantas, tales como los ginkgos, las cícadas y los helechos fueron también comunes.

## Fauna
En tierra predominaron los dinosaurios, y algunos de ellos comenzaron a alcanzar grandes tamaños, como los saurópodos cetiosaurios y los omeisaurios. Los estegosaurios tempranos como Huayangosaurus comenzaron a proliferar y aparecieron grandes terópodos como el Megalosaurus en Europa y el Yangchuanosaurus en Asia. Al final del Jurásico medio aparecieron los ancestros de los tiranosáuridos y los maniraptores, entre estos últimos se encuentran los ancestros de las aves.
En el mar los ictiosaurios comenzaron a decaer pero existieron numerosas clases de plesiosaurios y aparecieron los metriorrínquidos, parientes marinos de los cocodrilos. El reptil marino más icónico de esta época fue el Liopleurodon, un pliosaurio de tamaño mediano que fue el superdepredador de los mares europeos en el Calloviano.